# Sinagoga Beth-Yaacov de Ginebra
La Sinagoga Beth-Yaacov de Ginebra (en francés: Synagogue Beth-Yaacov de Genève) está situada en el corazón de la ciudad de Ginebra en Suiza. También es conocida como la "Sinagoga Grande". Fue construida entre 1858 y 1859 para la comunidad judía Asquenazí, que era alrededor de 200 personas para el momento de la creación de la Sinagoga.
La arquitectura es una mezcla del estilo del renacimiento morisco y la arquitectura bizantina. La sinagoga fue diseñada por el arquitecto suizo Jean Henri Bachofen.